# Stine Stengade
Stine Stengade, née à Copenhague (Danemark) le 1er juin 1972, est une actrice danoise connue pour avoir joué dans plusieurs films de Ole Christian Madsen, réalisateur danois qu'elle a épousé. Elle a notamment tenu le rôle principal dans En kærlighedshistorie, un film tourné suivant les préceptes du mouvement Dogme95.

## Filmographie partielle

### Au cinéma
- 1996 : Den attende : Pia
- 2000 : Zacharias Carl Borg : Anna
- 2001 : En kærlighedshistorie de Ole Christian Madsen : Kira
- 2003 : Annas dag : Maria
- 2005 : Glashus
- 2005 : Nynne : Natasja
- 2006 : Prag de Ole Christian Madsen : Maja
- 2006 : Forsvunden : Mia
- 2007 : Togetherness : The Woman
- 2007 : Daisy Diamond : Caster
- 2008 : Les Soldats de l'ombre (Flammen & Citronen) de Ole Christian Madsen : Ketty Selmer
- 2008 : Spillets regler : Therese
- 2008 : Den du frygter : Ellen
- 2009 : Vølvens forbandelse : Vølven
- 2011 : Værelse 304 : Nina
- 2012 : Undskyld jeg forstyrrer : Beate
- 2013 : Alle for to : Therese
- 2014 : Obietnica : Kristen
- 2014 : Kapgang : Maya

### À la télévision
- 2011 : Traque en série (Den som dræber) - série télévisée
- 2017 : Les Pièges du Temps (Tidsrejsen) - série télévisée danoise de 2014

## Récompenses et distinctions
- 2002 : Bodil de la meilleure actrice et Robert de la meilleure actrice pour son rôle de Kira dans En kærlighedshistorie de Ole Christian Madsen